# جیمز رمار
ویلیام جیمز رمار (به انگلیسی: William James Remar) (زادهٔ ۳۱ دسامبر ۱۹۵۳)، یک بازیگر و صداپیشه سینما و تلویزیون آمریکایی است. او در فیلم‌ها، بازی‌های ویدئویی و برنامه‌های تلیوزیونی متعددی ظاهر شده‌است.
او در مجموعه‌های تلویزیونی شامل سکس و شهر، خاطرات خون‌آشام و دکستر نقش داشته است و همچنین در فیلم‌هایی نظیر بهشت، جنگاوران در نقش آیاس، ریدِن در مورتال کامبت: نابودی ، مردان ایکس: کلاس اول، برپایی، گشت زنی، قاضی درد، بدون پسران زندگی معنا ندارد، تیم رویایی، انجمن پنبه، غریزه کشنده، اسلحه، شریک، پاپا: همینگوی در کوبا، ترس مجهول و پاین‌اپل اکسپرس ایفای نقش کرده‌است.